# کارل (دهانه)
خطا
کارل یک دهانه برخوردی در ماه‌ است.